# Sanatruk II d'Armènia
Sanatruk II, Sanadrug II, Sanatroces o Sanatroukès fou segons certs historiadors un rei arsàcida d'Armènia, que hi hauria regnat de vers 180/185 a 197 (les dates són incertes, i el regnat podria haver estat interromput pel de Vologès II d'Armènia vers 180/185 a 191). Toumanoff pensa que Vologès II d'Armènia fou després el gran rei part Vologès V i aleshores hauria deixat el tron al seu fill Khosrow I d'Armènia). Hauria governat sota sobirania romana. Se'l suposa fill i successor de Sohemus. Altres historiadors, entre els quals Cyril Toumanoff, no el consideren pas en la llista dels reis arsàcides d'Armènia, i passen directament de Sohemus a Vologès II.
S'hauria mantingut al poder gràcies al governador romà de Capadòcia, Publi Marci Ver (Publius Martius Verus). Hauria estat enderrocat almenys una vegada sent reposat per Ver per orde de l'emperador Septimi Sever. Segons Suides era molt distingit i un bon guerrer, i tenia altres nobles virtuts. El va succeir el 197 el seu fill Vologès II però segons Toumanof, Vologès II no era el seu fill (de fet ni considera l'existència de Sanatruk) sinó el rei part Vologès V que abans de ser gran rei havia governat Armènia com Vologès II i vers el 191 hauria deixat al tron al seu fill Khosrow I d'Armènia que el 197 s'hauria imposat totalment.